# Lago Strauss
El lago Strauss (en alemán: Straussee) es un lago situado al este de la ciudad de Berlín, a pocos kilómetros de la frontera con Polonia, en el distrito rural de Märkisch-Oderland, en el estado de Brandeburgo (Alemania); tiene un área de 136 hectáreas y una profundidad máxima de 20 metros.